# 苏打湖 (圣贝纳迪诺县)
苏打湖（英語：Soda Lake）是美国加利福尼亚州南部圣贝纳迪诺县莫哈韦沙漠中的一座干湖，是莫哈韦河的尾闾湖。苏打湖属于古冰川时期莫哈韦湖的残迹。莫哈韦河水流到苏打湖后被迅速蒸发，湖床留有大量的碳酸钠和碳酸氢钠等碱性盐类。